# 善邻国宝记
《善邻国宝记》（善隣国宝記）是一部日本古代的史书，共3卷，作者为僧人瑞溪周凤。记载了截至文明7年（1475年）的日本和朝鲜、中国的交流史。